# Dichapetalum nyangense
Dichapetalum nyangense är en tvåhjärtbladig växtart som beskrevs av François Pellegrin. Dichapetalum nyangense ingår i släktet Dichapetalum och familjen Dichapetalaceae. Inga underarter finns listade i Catalogue of Life.